# Horní Ředice
Horní Ředice là một làng thuộc huyện Pardubice, vùng Pardubický, Cộng hòa Séc.